# La Sœur blanche (film, 1933)
Pour les articles homonymes, voir La Sœur blanche.
Pour plus de détails, voir Fiche technique et Distribution.
La Sœur blanche (The White Sister) est un film américain en noir et blanc réalisé par Victor Fleming, sorti en 1933.
Il s'agit du remake du film muet de 1923 : Dans les laves du Vésuve (The White Sister). Une version mexicaine sera tournée en 1959 : La Sœur blanche de Tito Davison (en).

## Synopsis
La princesse italienne Angela Chiaromonte est sur le point d'épouser Ernesto Traversi. Alors qu'ils rentrent chez eux dans des rues remplies de fêtards célébrant la fête d'un saint local, leur limousine est emboutie par une voiture d'officiers, conduite par Giovanni Severi, un lieutenant de l'armée. Après cela, Angela persuade sa duègne, Mina, de sortir pour aller au carnaval et là-bas, elles admirent les pitreries d'un faux cheval de pantomime et lorsqu'il s'approche d'Angela, elle lui demande le nom de celui à l'intérieur. Il lui répond "Giovanni" et le cheval, ou plutôt, la partie avant, suit Angela dans la foule tandis que Mina est emportée par les fêtards. Giovanni et Angela entrent dans un restaurant où ils prennent le thé et parlent pendant des heures. Il finit par lui dire qu'il l'aime et la raccompagne chez elle en remplissant ses bras de fleurs. Plus tard, Giovanni et son colonel se rendent à un bal donné par le prince Chiaromonte et dans le jardin, Giovanni et Angela s'embrassent pour la première fois jusqu'à ce que son père les interrompt. Giovanni lui déclare qu'il veut épouser sa fille avant d'être obligé de partir. Angela dit à son père que le baiser lui a révélé à quel point elle l'aime et ne souhaite plus épouser un autre homme. 
Face au refus paternel, elle s'enfuit chez Giovanni, poursuivit par son père, mais un accident survient : leurs voitures entrent en collision, ce qui tue son père. Après cela, Angela disparaît et Giovanni retrouve sa trace grâce au curé Saracinesca. Il vient la voir mais, accablée par le chagrin et la culpabilité, elle le renvoie. 
Plus tard, l'Italie entre en guerre et Giovanni vient lui dire adieu. Elle lui donne la croix qu'elle porte au cou pour lui porter chance, tandis que lui, lui offre un sifflet en ivoire. Lors d'une bataille, Giovanni est abattu et officiellement déclaré mort. En fait, il a été recueilli par une Allemande à moitié italienne. Angela dit au père Saracinesca qu'elle n'épousera jamais personne, croyant que Dieu souhaite qu'elle le serve en tant que religieuse. Elle entre alors au couvent et apprend qu'elle sera formée comme infirmière. Sa première leçon est de ne jamais utiliser le mot "mien". Pendant ce temps, Giovanni quitte son refuge ; lorsqu'il est finalement capturé, il donne un faux nom. Dans le camp de prisonniers, il n'y a aucun moyen de communiquer avec l'extérieur. 
Deux ans plus tard, Giovanni sort d'une longue séance d'isolement pour découvrir qu'une épidémie de choléra sévit dans le camp. Il s'enfuit en prenant la place d'un cadavre et vole un avion pour s'envoler dans la nuit. Pendant ce temps, Angela prononce ses derniers vœux en tant qu'épouse du Christ.
De retour chez lui et ne trouvant aucune trace d'Angela, Giovanni va chercher le père Saracinesca à l'hôpital. La nonne qui sort pour l'aider est Angela. Elle se pâme et il la prend dans ses bras et ils s'embrassent presque mais elle s'enfuit dans le couvent, horrifiée. Elle prie pour avoir de la force et finit par se montrer à lui. Leur conversation est angoissante. Elle ne peut pas parler et lui dit adieu. Plus tard, Angela est envoyée dans une villa pour aider un patient, qui s'avère être Giovanni. Il l'implore de renoncer à l'ordre mais elle refuse. Il lui dit qu'elle peut adresser une requête au cardinal, mais elle s'en tient à ses vœux. Il l'embrasse alors mais un raid aérien brise une fenêtre et plonge la pièce dans l'obscurité. Lorsque la lumière revient, il l'a trouve agenouillée en prière, répétant son vœu avec frénésie. Comprenant qu'elle est résolue à aller jusqu'au bout, il la ramène au couvent et elle lui dit qu'elle se souviendra de lui et priera toujours pour lui. Plus tard, à l'hôpital, le père Saracinesca l'amène au chevet de Giovanni, dont l'avion s'est écrasé. 
Alors qu'il agonise sur son lit de mort, il lui dit qu'il l'attendra avant de mourir, tenant à la main la petite croix qu'elle lui avait donnée quand il était parti à la guerre.

## Fiche technique
- Titre : La Sœur blanche
- Titre original : The White Sister
- Réalisation : Victor Fleming (non crédité)
- Scénario : Donald Ogden Stewart et Charles MacArthur (non crédité)
  - d'après le roman de Francis Marion Crawford et une pièce de Walter C. Hackett (en) et Francis Marion Crawford (1909)
- Musique : Herbert Stothart
- Direction artistique : Cedric Gibbons
- Costumes : Adrian
- Photographie : William H. Daniels
- Montage : Margaret Booth
- Société de production : Metro-Goldwyn-Mayer
- Pays de production :  États-Unis
- Langue originale : anglais américain
- Genre : mélodrame
- Format : noir et blanc — 35 mm — 1,37:1 — son : Mono (Western Electric Sound System)
- Durée : 105 minutes (1 h 45)
- Dates de sortie : 
  - États-Unis : 17 mars 1933 (New York)
  - États-Unis : 14 avril 1933 (sortie nationale)
  - France : 29 novembre 1933

## Distribution
- Helen Hayes : Angela Chiaromonte
- Clark Gable : Giovanni Severi
- Lewis Stone : Prince Guido Chiaromonte
- Louise Closser Hale : Mina Bernardo
- May Robson : la Mère supérieure
- Edward Arnold : Père Saracinesca
- Alan Edwards (en) : Ernesto Traversi
- Greta Meyer : la mère allemande (non créditée)